# Sidney Matthew Metzger
Sidney Matthew Metzger, né le 11 juillet 1902 à Fredericksburg et mort le 12 avril 1986 à El Paso, est un prélat catholique américain. De 1942 à 1978, il est évêque du Diocèse d'El Paso. Auparavant, il a été évêque auxiliaire du Diocèse de Santa Fe entre 1940 et 1941. 

## Biographie
Sidney Matthew Metzger naît à Fredericksburg, au Texas, le 11 juillet 1902. Il étudie au Séminaire Saint-Joseph de San Antonio ainsi qu'au Collège pontifical nord-américain de Rome avant qu'être ordonné prêtre le 3 avril 1926. Metzger est docteur en théologie sacrée ainsi que docteur en droit canonique.

### Évêque auxiliaire de Santa Fe
Le 27 décembre 1939, Metzger est nommé évêque auxiliaire du Diocèse de Santa Fe ainsi qu'évêque titulaire de Birtha (de) par le pape Pie XII. Il est consacré évêque le 10 avril 1940 par l'Archevêque Arthur Jerome Drossaerts. 

### Coadjuteur et évêque d'El Paso
Le 26 décembre 1941, Metzger est nommé coadjuteur du Diocèse d'El Paso. Le 29 novembre 1942, il devint automatiquement le nouvel évêque d'El Paso, succédant ainsi à Anthony J. Schuler.
En tant qu'évêque, l'un des défis de Metzger est de restaurer la stabilité financière diocésaine en fondant de nouvelles paroisses ainsi que de nouveaux ministères pour la population catholique croissante. Il fonde également le Séminaire Saint-Charles-Borromée en 1961. Entre 1962 et 1965, Metzger participe au Deuxième concile œcuménique du Vatican. 
En 1973, Metzger critique la Farah Manufacturing Company en raison de ses conditions de travail déloyales et demande à ses confrères d'exhorter les commerçants de ne plus recevoir d'ordres de Farah, déclarant, "J'ai l'impression que la société agit de manière déloyale en refusant le droit fondamental des travailleurs de négociation collective." William Farah, le président de la société, surnomma Metzger de membre de la "vieille bourgeoisie corrompue" ainsi qu'un homme "se prélassant dans sa richesse". 
Après avoir été évêque pendant une trentaine d'années, Metzger décide de démissionner le 17 mars 1978. Il meurt à l'âge de 83 ans au sein de l'Hôtel-Dieu.